# Condado de Ottawa (Michigan)
O Condado de Ottawa é um dos 88 condados do estado americano de Michigan. A sede do condado é Grand Haven, e sua maior cidade é Grand Haven.
O condado possui uma área de 4 227 km² (dos quais 2 762 km² estão cobertos por água), uma população de 238 314 habitantes, e uma densidade populacional de 163 hab/km² (segundo o censo nacional de 2000). O condado foi fundado em 1837.